# Good Intentions (album)
Good Intensions è il terzo album in studio del rapper canadese NAV, pubblicato l'8 maggio 2020 dalla XO e dalla Republic Records.

## Descrizione
Il disco si compone di 18 tracce che vedono la collaborazione di diversi rapper statunitensi. Lo stesso mese ha pubblicato la versione deluxe intitolata Brown Boy 2. 

## Tracce
1. Good Intentions (Intro) – 2:35
2. No Debate (feat. Young Thug) – 2:08
3. My Business (feat. Future) – 3:19
4. Turks (feat. Travis Scott) – 2:41
5. Brown Boy – 2:14
6. Status (feat. Lil Uzi Vert) – 2:54
7. Codeine (feat. Gunna) – 3:08
8. Saint Laurenttt – 2:50
9. Coast to Coast – 2:33
10. Run it Up (feat. Pop Smoke) – 2:59
11. Spend It (feat. Young Thug) – 2:39
12. Recap (feat. Don Toliver) – 2:23
13. She Hurtin – 3:06
14. Overdose – 2:57
15. Did You Wrong – 2:29
16. My Space – 2:55
17. No Ice (feat. Lil Durk) – 3:01
18. Proud of Me? – 2:56